# Vacances de Nadal d'una boja família americana
Vacances de Nadal d'una boja família americana (títol original: National Lampoon's Christmas Vacation) és una comèdia estatunidenca dirigida per Jeremiah S. Chechik el 1989. Ha estat doblada al català.
És el tercer film de la saga Per fi ja són vacances,que narra les aventures dels Griswold, una família típicament americana.
Un quart film de la saga té lloc a Las Vegas. A Vacation, estrenada l'any 2015, el fill de Clark esdevé l'heroi principal, mentre que Clark i la seva dona fan una aparició.

## Argument
Aquest any, Clark Griswold ha decidit celebrar Nadal com cal: va a tallar ell mateix el seu avet amb la seva petita família, convida els seus pares, els seus sogres, la seva tia i el seu oncle, i fins i tot ha decidit decorar la casa sencera amb 25.000 bombetes! Però res passa com estava previst: les bombetes rebutgen d'encendre's, el seu cosí Eddie desembarca de sobte de Kansas, i espera desesperadament la paga de Nadal que li permetrà finalment pagar la piscina que ha demanat en secret!

## Repartiment
- Chevy Chase: Clark Griswold
- Beverly De Angelo: Ellen Griswold
- Juliette Lewis: Audrey Griswold
- Johnny Galecki: Russell Griswold (« Rusty »)
- John Randolph: Clark Wilhelm Griswold pare
- Diane Ladd: Nora Griswold
- E. G. Marshall: Art Smith
- Doris Roberts: Frances Smith
- Randy Quaid: el cosí Eddie Johnson
- Miriam Flynn: Catherine Johnson
- Cody Burger: Rocky Johnson
- Ellen Hamilton Latzen: Ruby Sua Johnson
- William Hickey: Oncle Lewis
- Mae Questel: Tia Bethany
- Sam McMurray: Bill (el col·lega de despatx)
- Nicholas Guest: Todd Chester (el veí)
- Julia Louis-Dreyfus: Margo Chester (la veïna)
- Nicolette Scorsese: Mary (la venedora de llenceria)
- Keith MacKechnie: el repartidor
- Brian Doyle-Murray: Frank Shirley (el patró)
- Natalia Nogulich: Helen Shirley (la seva dona)

## Al voltant de la pel·lícula
Al saló, Clark i Eddie beuen en les tasses Marty Mouse, l'heroi del parc d'atraccions del primer film de la sèrie Per fi ja són vacances (1983)
El film que Rusty mira a la tele just abans que els sogres arribin és Que bonic que és viure (1946) dirigida per Frank Capra. El seu net Frank Capra III era ajudant de direcció en aquest film.
Una escena parodia el film de terror The Texas Chain Saw Massacre. Al primer film, la cèlebre escena de la dutxa de Psicosi era parodiada.
És l'última aparició a la pantalla de Mae Questel(en el paper de Tia Bethany) que va ser als anys 1930 la veu de Betty Boop.

## La sèrie
- 1983: Per fi ja són vacances
- 1985: Les vacances europees d'una família americana (Per fi ja són vacances 2)[4]
- 1989: Vacances de Nadal d'una boja família americana (L'avet té les boles)
- 1997: Per fi ja són vacances: Viva Las Vegas
- 2003: Vacances de Nadal d'una boja família americana 2 (L'avet té les boles 2: Cosí Eddie)